# Азнакајево
Азнакајево (рус. Азнакаево) град је у Русији у Татарстану.

## Географија
Површина града износи 15 km².

## Становништво
| 1939. | 1959.  | 1970.  | 1979.  | 1989.  | 2002.  | 2010.  |
| ----- | ------ | ------ | ------ | ------ | ------ | ------ |
| 2.700 | 11.721 | 21.864 | 26.721 | 32.171 | 35.412 | 34.853 |